# Gemeinböhmisch
Gemeinböhmisch oder Gemeintschechisch (tschechisch obecná čeština) ist die mündliche Form der tschechischen Sprache, die in der alltäglichen Kommunikation verwendet wird. 
Das Gemeinböhmische wird allgemein als Interdialekt definiert, der in Böhmen und Westmähren verbreitet ist. Es unterscheidet sich von der schriftlichen Form der tschechischen Sprache, die in der informellen Kommunikation (in gesprochener Form Hovorová čeština genannt) meist als unnatürlich empfunden wird. Gemeinböhmisch ist nicht kodifiziert, weshalb es sich schneller entwickelt als die Schriftsprache. Einige ihrer Entwicklungen finden mit der Zeit den Weg in die schriftlichen Formen des Tschechischen. 

## Geschichtliche Hintergründe
Die Entwicklung der besonderen Diskrepanz zwischen gesprochener Sprache und geschriebener Sprache im Tschechischen, mit der dieses unter den slawischen Sprachen eine exponierte Stellung einnimmt, hat seine Gründe in der Geschichte Böhmens. Nachdem die Schlacht am Weißen Berg 1620 für die Tschechen verloren ging und diese der folgenden gewaltsamen Gegenreformation (d. h. Rekatholisierung der weitgehend reformierten Bevölkerung) unter der Habsburgermonarchie den Boden bereitet hatte, verließ ein großer Teil der tschechischsprachigen Elite das Land. Die tschechische Sprache verlor so zugunsten des Deutschen rasant an Bedeutung. 
Als im Zuge der so genannten Nationalen Wiedergeburt der Tschechen ab Ende des 18. Jahrhunderts das Tschechische als Schriftsprache reanimiert wurde – federführend war hier der Slawist Josef Dobrovský –, geschah dies auf der Grundlage des so genannten Veleslaviner Tschechisch, der Sprache der Böhmischen Brüder und der Kralitzer Bibel. Der Weiterentwicklung der gesprochenen tschechischen Sprache in ihren Dialekten in den mittlerweile vergangenen 300 Jahren wurde nicht Rechnung getragen. Ein Grund hierfür war, dass die gesprochene Sprache in den Jahrhunderten deutschsprachiger Herrschaft viele Elemente des Deutschen übernommen hatte, was Dobrovský negativ beurteilte und nicht durch Übernahme in die neue Schriftsprache fixieren wollte.
Die Erwartung, es würde sich neben den Dialekten die gesprochene Form der Hochsprache etablieren (vergleichbar der Situation in Deutschland), erfüllte sich nicht. Stattdessen bildete sich aus den böhmischen Dialekten das Gemeinböhmische als Koine heraus. In kommunistischer Zeit wurde die Existenz des Gemeinböhmischen offiziell ignoriert und nur zwischen einer geschriebenen und einer gesprochenen Form sowie den Dialekten unterschieden.

## Verbreitung
Empirische Erhebungen haben gezeigt, dass v. a. der böhmische Landesteil Tschechiens vom Gemeinböhmischen geprägt ist, wobei sich auch eine Ausbreitung auf mährisches Gebiet abzeichnet. In Böhmen ist der familiäre Kontext gänzlich vom Gemeinböhmischen bestimmt. Im Kindergarten wird von den Kindern untereinander und auch von den Erziehern das Gemeinböhmische bevorzugt. Auch in der Schule ist es weit verbreitet. Die tschechische Standardsprache kommt hier nur schriftlich oder beim mündlichen Vortragen schriftlicher (Vorlesen) oder vorbereiteter Texte (Referate) zur Anwendung. Während es in informellen Gesprächssituationen fast ausschließlich angewendet wird, dominiert es auch formelle Gespräche zu etwa 60 %. Auch der Bildungsgrad der Sprecher spielt dabei eine Rolle. Während Akademiker in formellen Gesprächen etwa zu 70 % standardtschechische Formen verwenden, sind es bei den Sprechern ohne Abitur nur 18 %. Auch wurde festgestellt, dass die Prager Stadtbevölkerung weniger zum Gemeinböhmischen neigt als die Bewohner der ländlichen Gebiete Böhmens.
Die Verbreitung des Gemeinböhmischen in allen Lebensbereichen bis hinein in die formellen Gesprächssituationen führt dazu, dass neben dem schriftlichen Gebrauch kaum noch Raum bleibt für die Verwendung der Standardsprache. Es wurde festgestellt, dass dadurch viele Tschechen Probleme haben, sich in der Standardsprache – mündlich oder schriftlich – auszudrücken. Immer wieder wird deshalb gefordert, die Schriftsprache der gesprochenen Sprache anzupassen, während Gegner dieses Ansatzes eine Lösung des Problems durch eine Verbesserung der Vermittlung der Standardsprache fordern.

## Besonderheiten (im Vergleich zur Standardsprache)
Wesentliche Differenzen zwischen Gemeinböhmisch und der tschechischen Schriftsprache sind:
1) auf dem Gebiet der Phonologie: 
- das Ersetzen des /i:/ durch den Diphthong /ej/
  - Gemeinböhmisch dobrej vs. schriftsprachlich dobrý ‚gut‘
  - cizejch vs. cizích ‚fremd‘ (Genitiv)
  - bejt vs. být ‚sein‘
  - mlejn vs. mlýn  ‚Mühle‘
  - zejtra vs. zítra ‚morgen‘
- das Ersetzen des /ɛ:/ (in der tschechischen Orthographie: é) durch ein /i:/ (hart ý oder weich í)
  - čerstvý mlíko vs. čerstvé mléko ‚frische Milch‘
  - lítat vs. létat ‚fliegen‘
  - polívka vs. polévka ‚Suppe‘
- Vereinfachung von Konsonantengruppen bzw. Ausfall von Konsonanten
  - šesnáct vs. šestnáct ‚sechzehn‘
  - dycky vs.  vždycky ‚immer‘
  - japko vs. jablko ‚Apfel‘
  - řbitov vs.  hřbitov ‚Friedhof‘
  - sem vs.  jsem ‚ich bin‘ (Ausfall des j in den konjugierten Formen von být)
  - nes vs. nesl  ‚er trug‘ (Ausfall des l im l-Partizip bei vorangehendem Konsonanten)
- Kürzung von Vokalen
  - domu  vs. domů ‚nach Hause‘,
  - slyšim vs. slyším ‚ich höre‘,
  - knedliky vs. knedlíky ‚Knödel‘ (Mehrzahl)
- Prothetisches v im Anlaut
  -  von vs. on ‚er‘
  -  vokno vs. okno ‚Fenster‘
  -  voči vs. oči ‚Augen‘
  -  votevřít vs. otevřít ‚aufmachen‘
  -  voblíkat se vs. oblékat se ‚sich anziehen‘
  -  vostrej vs. ostrý ‚scharf‘
- Zusammenziehen des Hilfsverbs im Präteritum mit dem vorangehenden Wort
  -  Pročs mi to neřek? vs.  Proč jsi mi to neřekl? ‚Warum hast du es mir nicht gesagt?‘

2) auf dem Gebiet der Morphologie:
- Unifizierung der genusspezifischen Adjektivendungen im Nominativ Plural
  - malý  vs. malí  (mask., belebt), malé  (mask., unbelebt; fem.) und malá  (neutr.) ‚klein‘

- Endung -ama im Instrumental Plural aller Deklinationsklassen, bei den Adjektiven -ýma/ -ejma/ -ima, z. B. s našima spolužákama ‚mit unseren Mitschülern‘, s těma malejma dětma ‚mit diesen kleinen Kindern‘ statt schriftsprachlich: s našimi spolužáky, s těmi malými dětmi.

3) auf dem Gebiet der Syntax:
- Verwendung der in der Standardsprache ausschließlich temporalen Konjunktion když auch konditional (vergleichbar mit wenn im Deutschen). ‚‘
- Aufgrund phonetischer Entwicklungen entstandenes eigenes Konjunktionssystem: esli für jestli ‚wenn‘, dyby für kdyby ‚wenn‘ (Konditional), prže für protože ‚weil‘, páč für poněvadž ‚weil‘
- Verwendung des „pronomen universale“ co statt der standardsprachlichen Relativpronomen který etc. (vergleichbar mit wo im süddeutschen Sprachraum).
- Meidung des Possessivpronomens svůj zugunsten von můj, tvůj etc. in der 1. und 2. Person. Das Pronomen svůj kann für alle drei grammatischen Personen gebraucht werden und bezieht sich jeweils auf das Subjekt des Satzes. Sein Ausfall ist möglicherweise Resultat eines deutschen Einflusses, da ein solches Pronomen in der deutschen Sprache im Gegensatz zu allen slawischen Sprachen nicht existiert.

## Situation in Mähren
In Ostmähren kommen nicht alle diese Erscheinungen zur Geltung. Da im Nordosten Mährens und in Schlesien die Vokale grundsätzlich kurz gesprochen werden, behalten sie ihren ursprünglichen Lautwert (dobry, čerstve mleko  u. a.). In Südmähren ist eine deutliche Annäherung ans Slowakische auszumachen.